# Tonnoiriella cracens
Tonnoiriella cracens är en tvåvingeart som beskrevs av Duckhouse 1987. Tonnoiriella cracens ingår i släktet Tonnoiriella och familjen fjärilsmyggor. Inga underarter finns listade i Catalogue of Life.